# Francisco Travesedo Melgares
Francisco Travesedo Melgares (Madrid, 3 d'octubre de 1786 - 17 de gener de 1861) fou un matemàtic espanyol, acadèmic fundador de la Reial Acadèmia de Ciències Exactes, Físiques i Naturals.

## Biografia
En 1805 va obtenir la càtedra de matemàtiques a la Reial Casa de Cavallers Patges, però no li deixaren ocupar-la en considera-lo massa jove. Aleshores ingressà en l'Escola d'Enginyers de Camins, però l'esclat de la guerra del francès provocà el tancament de l'escola. Des de 1812 va donar classes de matemàtiques a casa seva i en 1818 obtingué la càtedra de matemàtiques a la Reial Casa de Cavallers Patges, que va ocupar fins a la seva jubilació en 1857 i va col·laborar amb José Rebollo Morales en la traducció al castellà del tractat de matemàtiques de Silvestre Lacroix.
En 1821 també fou professor a l'Escola d'Enginyers de Camins, però el 1823, en caure el trienni liberal, en fou expulsat. En 1835 fou nomenat professor de matemàtiques a l'Institut San Isidro de Madrid, del que en serà director entre 1837 i 1841. En 1836 se li oferí la càtedra de matemàtiques a l'Escola d'Enginyers, però va declinar l'oferiment. En 1845 va obtenir la càtedra de càlcul infinitesimal i després de càlculs sublimes de la Universitat Central de Madrid. En 1847 fou un dels acadèmics fundadors de la Reial Acadèmia de Ciències Exactes, Físiques i Naturals, de la que també en fou el primer tresorer.